# Schistostemon
Schistostemon es un género de árboles perteneciente a la familia Humiriaceae. Es originario de Guyana.  Comprende 9 especies descritas y de estas, solo 8 aceptadas.

## Taxonomía
El género fue descrito por (Urb.) Cuatrec. y publicado en Contributions from the United States National Herbarium 35(2): 146. 1961.

## Especies aceptadas
A continuación se brinda un listado de las especies del género Schistostemon aceptadas hasta mayo de 2014, ordenadas alfabéticamente. Para cada una se indica el nombre binomial seguido del autor, abreviado según las convenciones y usos. 
- Schistostemon auyantepuiense
- Schistostemon densiflorum
- Schistostemon dichotomum
- Schistostemon fernandezii
- Schistostemon macrophyllum
- Schistostemon oblongifolium
- Schistostemon reticulatum
- Schistostemon retusum